# Elena Lacková
Elena Lacková (leánykori neve Doktorová); Nagysáros, 1921. március 22. – Kassa, 2003. január 1.) szlovák író és drámaíró. A gyermekek és a fiatalok számára is írt műveket.

## Élete
Kelet-Szlovákiában született 1921. március 22-én. Az apja, Mikuláš Doktor, helyi vajda és zenész, roma együttest vezetett. Az anyja lengyel nemzetiségű, árva, aki 14 éves korától Varsóban árvaházban élt. Elena Nagysároson kezdte a tanulmányait. A második világháború alatt elvesztette egyik gyermekét. A háború után kulturális tevékenységének köszönhetően a kommunista hatóságok felfigyeltek rá. Azok közé a roma aktivisták közé tartozott, akiket képeztek és utána alkalmaztak. Csehszlovákia helyi és regionális irodáiban kapott munkát, széles körű hírnevet szerzett. 1949-től 1951-ig Eperjesen dolgozott a Regionális Nemzeti Bizottságnál. 1961-tól Ústí nad Labemben alkalmazták a kulturális központnál. 1963 és 1969 között a prágai Károly Egyetem Társadalomtudományi Karán tanult. Az első roma nő lett Szlovákiában, aki befejezte az egyetemi tanulmányait. 1969 és 1973 között Prágában dolgozott a Cigányok és Romák Egyesületénél. 1976-tól 1980-ig a kulturális központ munkatársa volt Lemesben. 1980-tól a nyugdíjazásáig Eperjesen élt. Az 1990-es évektől kezdve Kassán színjátékokat rendezett. 1997-ben megírta az önéletrajzát Szerencsés csillagzat alatt születtem címmel.

## Munkássága
Az 1946-ban színjátékot írt a második világháború idején a szlovákiai romák ellen zajló üldöztetésekről.
1980-as nyugdíjba vonulása után visszatért az irodalomhoz, meséket, novellákat és színházi darabokat írt roma és szlovák nyelven. Az első amatőr roma színház alapítója Szlovákiában. Tagja volt a Szlovák Írók Szövetségének. A munkáit több nyelvre lefordították.

## Művei
- Horiaci cigánsky tábor (színjáték, 1946) Égő cigánytábor
- Žužika (rádiójáték, 1988)
- Rómske rozprávky – Romane paramisa (kétnyelvű könyv, 1992) Roma tündérmesék
- Narodila som sa pod šťastnou hviezdou (visszaemlékezés, 1997) Szerencsés csillagzat alatt születtem
- Život vo vetre – Élet a szélben
- Mŕtvi sa nevracajú – A halottak nem térnek vissza
- Primáš Bari

## Magyarul
- Szerencsés csillagzat alatt születtem… Egy cigányasszony élete Szlovákiában ; csehből ford. Holka László; Pont–Centre de recherches tsiganes, Budapest–Paris, 2001 (Interface sorozat) ISBN 9639312126[1]

## Díjai, elismerései
- A Ľudovít Štúr-rend III. osztályát kapta Rudolf Schuster szlovák elnöktől a kulturális és társadalmi tevékenységekben való részvételéért (2000)

## Fordítás
- Ez a szócikk részben vagy egészben  az   Elena Lacková című szlovák Wikipédia-szócikk ezen változatának fordításán alapul.  Az eredeti cikk szerkesztőit annak laptörténete sorolja fel. Ez a jelzés csupán a megfogalmazás eredetét és a szerzői jogokat jelzi, nem szolgál a cikkben szereplő információk forrásmegjelöléseként.